# 샤비하

샤비하(الشبيحة)는 아랍어 단어로서, 시리아에서는 ‘폭력단’을 뜻한다. 반대파들과 인권 단체들은 샤비하가 반대 의견을 탄압하는 정권의 도구라고 주장하며, 샤비하의 일부는 용병이라고 진술하였다.

## 역사
전하는 바에 따르면, 샤비하는 1980년대에 하페즈 알아사드의 사촌인 나미드 알아사드와 하페즈 알아사드의 동생인 리파트 알아사드가 설립하였다. 샤비하는 본래 시리아 라타키아, 바니아스, 타르투스 근처의 지중해 지역으로부터 밀수로 그 지역의 항구에서 이득을 챙겼다.

### 시리아 내전
샤비하는 시리아 봉기 동안에 시위대를 공격하고, 죽인 것으로 증언된다.

## 같이 보기
- 제141특수기계화연대
- 게슈타포
- 내무인민위원부